# 越中荏原站
越中荏原站（日语：／ Etchu-Ebara eki */?）是隸屬於富山地方鐵道的鐵路車站，座落於富山縣富山市向新庄町，是離富山市中心不遠的短途通勤車站，現時停靠急行及普通列車。由於鄰近富山縣內最大的私立高中富山第一高等學校和富山縣技術専門學院，有相多當的通學乘客，並且附近為住宅區，因此每天的使用人數十分多，因此亦成為了地鐵少數不停靠特急列車，但配有全日站員駐守的車站。

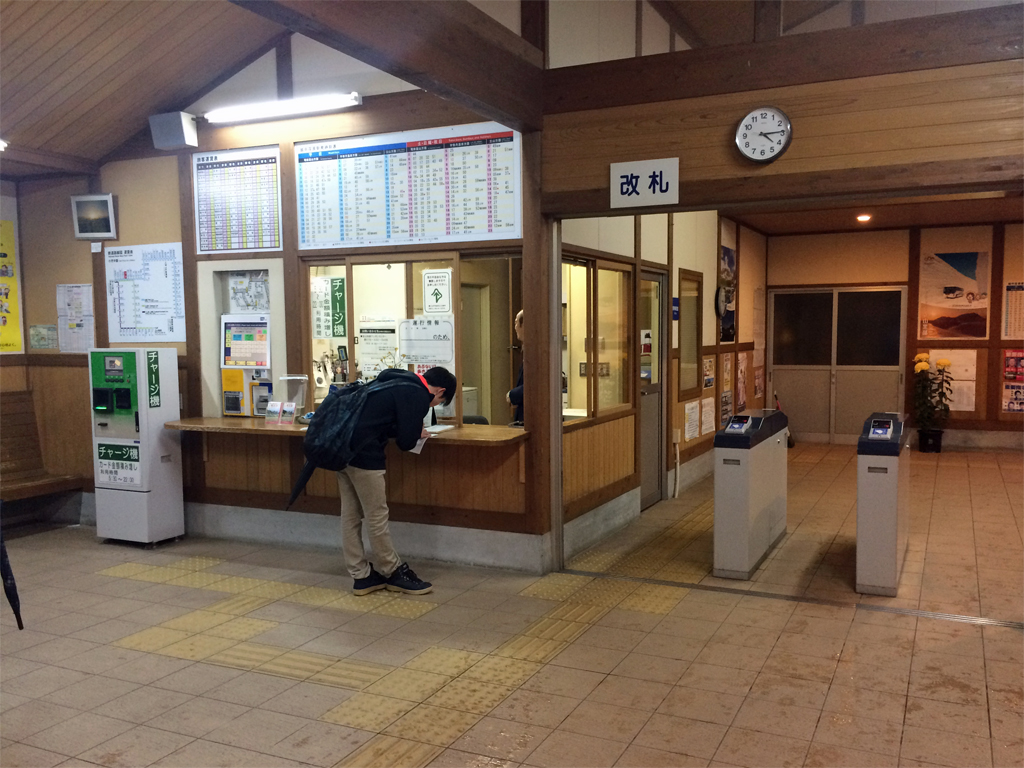
驗票口（2019年11月）

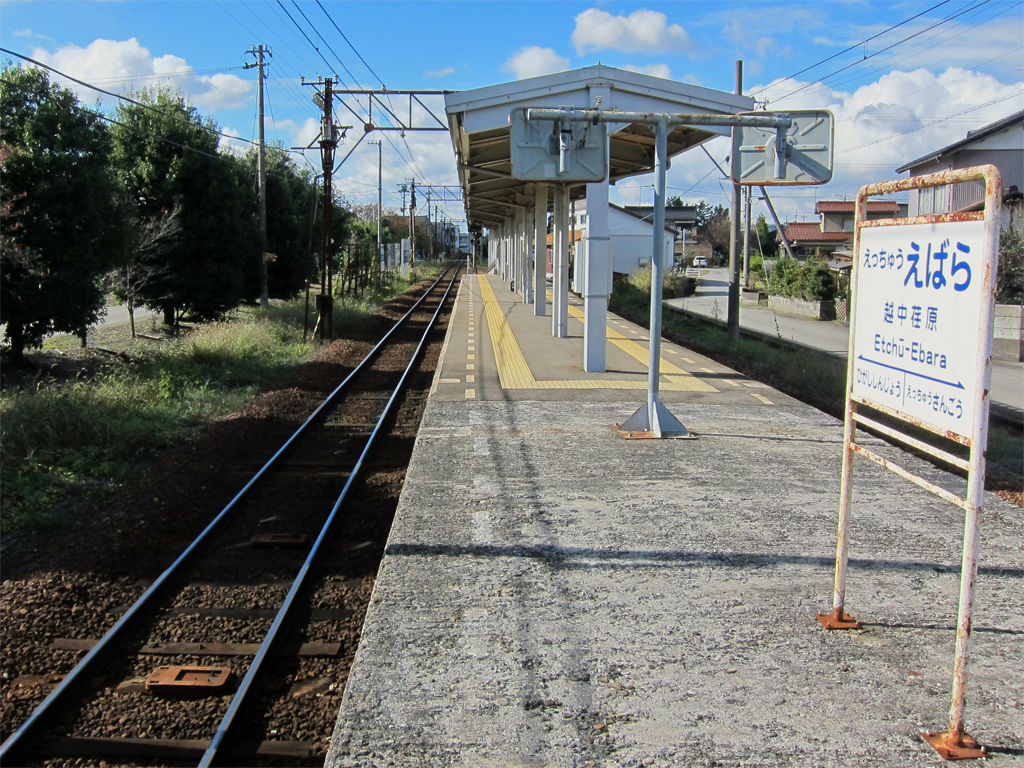
月台（2019年11月）

## 車站結構

### 現時站房
現時使用中的為第二代站房，以木搭建而成的單層建築，整座站房可分為三部份：最外部份為車站大門，左側的第一部份為站外使用的洗手間；沿大門進入後，是第二部份，左側為偌大的候車室，備有多張長櫈、前方正中為售票窗口，旁邊設有1座自動售票機、右側為開放式驗票口，並於通通中央放置了2部開放式的IC卡驗票閘門；通過閘口後為第三部份，左邊為站務室及驗票窗口，盡頭部份附有趟門為儲物室，右側則為通往月台的平交道口，並附有昇降式欄杆，當上行列車到站時，便會下降防止乘客進入路軌範圍。

### 第一代站房
為結合木及磚所建成的兩層高建築物，上行路軌及站房中間設有一條通道，並設有驗票窗口及臨時欄閘，乘客可以不經過站房而直接到達驗票口。進入站舍後，前端為售票櫃位及站務員室，並附有自動售票機1座；右側可通往前往月台的通道；左側為候車室暨自動售賣機空間，至於站舍外左側的加建部份，則為洗手間。

### 月台配置
設有島式月台1座，提供1面2線的配置，有效長度原為4輛，因應車站改建時同時進行月台無障礙化，2號月台向富山方向的約1節長度被改為無障礙斜道，使有效長度縮短為3輛，至於1號月台則維不變。月台出入口設於末端向電鐵富山方向，備有無障礙斜道（靠近2號月台）及梯級（靠近1號月台）上落，並以平交道連接驗票口和月台，而靠近出入口約2輛長度的月台、梯級及斜道均加設有上蓋。而向寺田方向的月台，則屬後期加建的部份，為全露天設計，除豎立了舊式月台站牌外，並沒有其他配置，其底部為角鐵及水泥版所搭成，與月台其他部份明顯不同。
本站採用與一般車站有別的編號方式，靠近站房的一端稱為2號月台、而非慣常稱作1號月台。月台未改裝前，均有掛上月台編號，但重新修整後，月台編號已被拆去，現時使用中的編號乃沿用以往的編排方式。2號月台為主線，不停靠列車會在此通過；1號月台為側線，但平常時間所有下行的列車均會使用此月台。
| 月台           | 路線          | 方向 | 目的地                                       | 備註                                     |
| -------------- | ------------- | ---- | -------------------------------------------- | ---------------------------------------- |
| 1 （遠離站舍） | ■本線 ■立山線 | 上行 | 電鐵富山方向                                 | 特急列車通過路軌，部份下行列車亦會停靠。 |
| 2 （靠近站舍） | ■本線         | 下行 | 上市、中滑川、電鐵黑部、舌山、宇奈月溫泉方向 |                                          |
| 2 （靠近站舍） | ■立山線       | 下行 | 岩峅寺、立山方向                             |                                          |

## 相鄰車站
富山地方鐵道
■本線、■立山線
特急「宇奈月」、「立山」、快速急行
通過
快速、普通
東新庄（T04）－越中荏原（T05）－越中三鄉（T06）

## 外部連結
- 富山地方鐵道越中荏原站公式網頁。 （页面存档备份，存于）（日語）